# 도요 수산

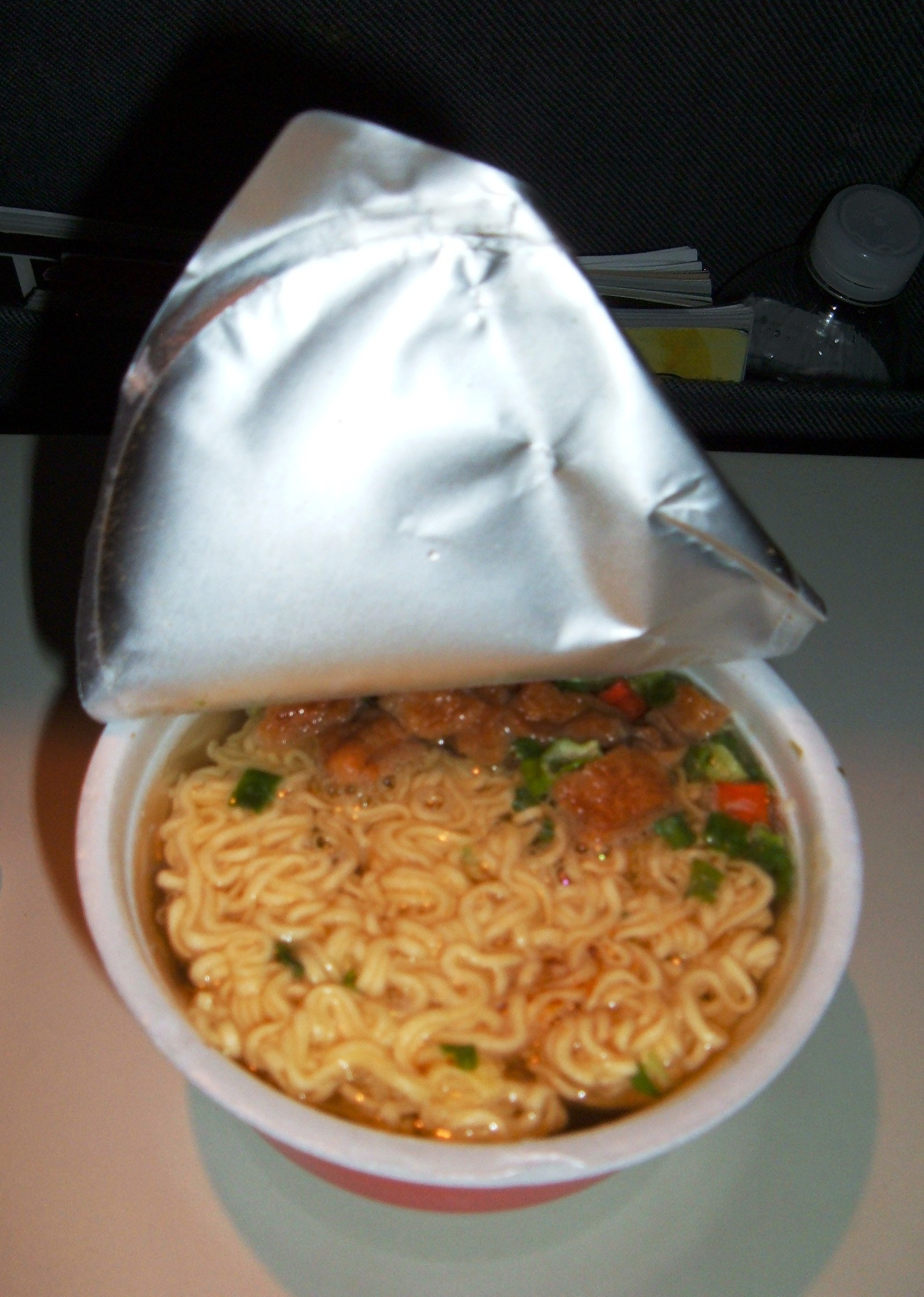
미국 유나이티드 항공에 공급되어 있는 기즈네 라면

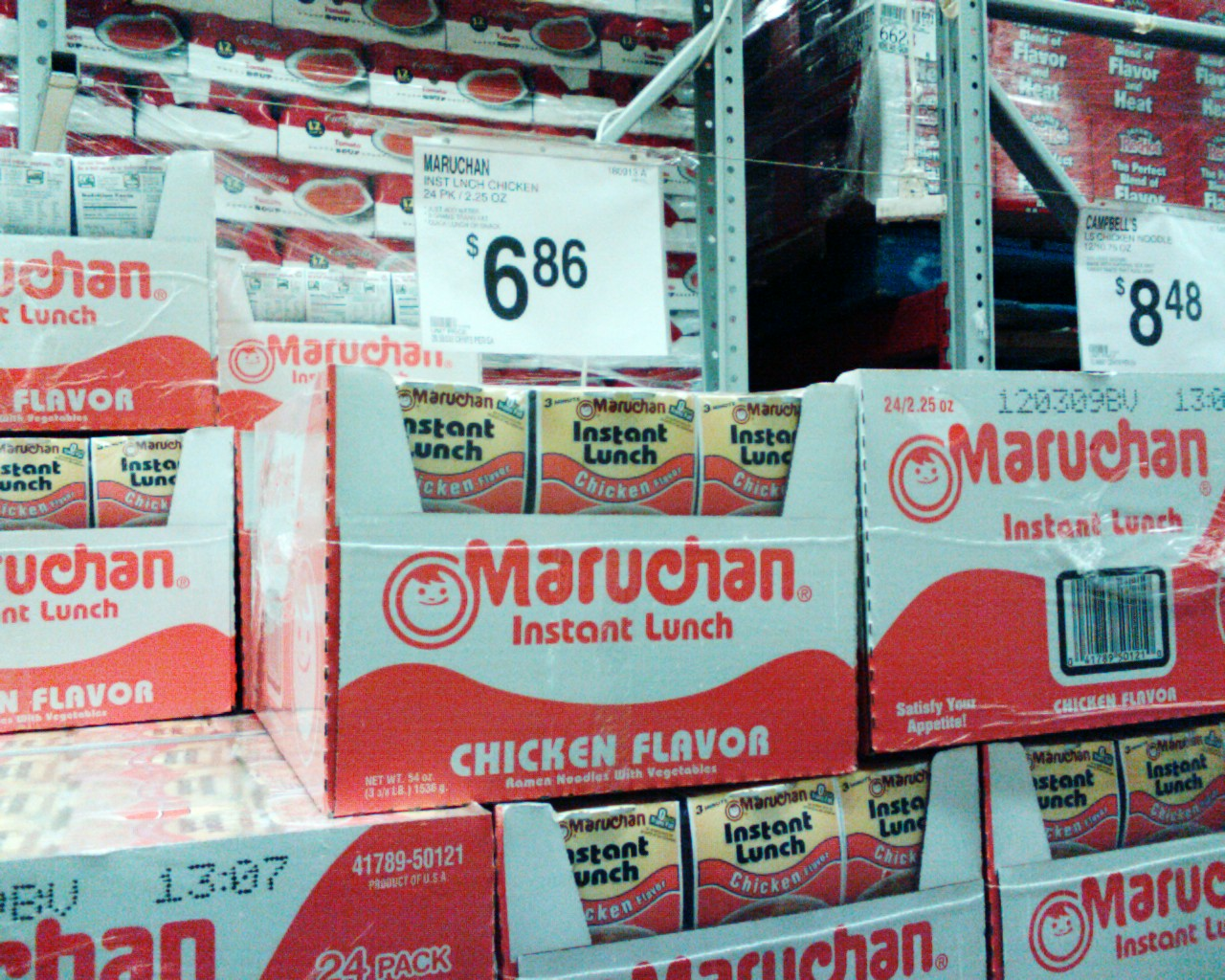
미국에서 직접 생산하고 있는 마루찬 라면 번들형 제품의 모습이다.

도요 수산(일본어: 東洋水産, Toyo Suisan Kaisha,Ltd.)은 일본의 식품 제조 업체이다. 주요 브랜드로는 마루찬(マルちゃん)이라고 알려져 올 정도로 친숙하고 있다. 주요 자회사에는 후쿠시마 푸즈와 유타카 푸즈가 있으며, 미국에는 마루찬이라는 자회사를 따로 둔다.

## 역사
1953년 3월 요코스카 수산 주식회사가 이 회사의 뿌리를 기초로 세워졌고, 당시에는 쓰키지 시장에서 직접 창업하였다. 1956년 7월부터 지금의 상호로 사명이 변경되어 오늘에 이른다. 애당초부터 수산물 거래 및 수출과 관련된 가공식품(어육 햄, 어육 소시지 등)의 제조 및 판매가 주류를 이루었지만 1962년부터 마루찬(マルちゃん)이라는 브랜드를 출시하여 본격적인 라면 사업에 뛰어들면서 라면의 제조, 판매도 함께 실시하고 있다. 다만 일본 내에서의 즉석면 업계로는 닛신식품 다음으로 2위를 차지하고 있다.
1972년에는 미국 현지 법인인 Maruchan Inc.를 자회사로 설립하였고, 1976년부터 미국 현지에서 직접 만든 즉석면류를 북아메리카 전 지역에 걸쳐 판매하고 있어, 미국 라면 시장 1위 자리를 계속 지키고 있는 중이다. 더불어 미국에서도 라면 시장 1위 자리를 같은 일본계 업체인 닛신식품과의 치열한 경쟁으로 줄다리기를 타는 중에 이르고 있다. 1986년에는 미국 현지 공장에서 생산된 마루찬 제품을 멕시코에 본격적인 수출을 개시하였고, 1994년에 있었던 멕시코 페소 통화의 가치가 크게 하락하면서 경쟁사들이 멕시코에서 발뺌하던 와중에 멕시코에서는 마루찬이 오히려 호재를 입기도 하는 등 계속 판매되어 있어 높은 점유율을 차지하게 되었다. 또한 2006년을 기준으로 멕시코 내에서의 마루짱 관련 라면 시장 점유율이 85%까지 크게 끌어들여서 미국은 물론 멕시코까지 마루찬의 인지도가 엄청날 정도로 대박을 치기도 하였다.
그래서 수산 및 가공식품 부문 이외의 분야로는 주로 창업 당초부터 본시대로 행해져 있는 냉장 창고 업무도 역시 임무의 일원으로 취급하고 있으며, 2012년을 기준으로 약 36만톤 미만의 냉장 설비를 가지고 있기 때문에, 셰어에서는 업계 전체 5위를 달성하고 있다.
또한 1950년대말부터 1960년대 사이에 걸쳐 일시적으로 미쓰이 물산의 자회사로 둔 적이 있었고, 미쓰이 물산에서 하시모토 데루아키가 사장으로 초빙한 전력을 가지고 있었고, 지금도 물론 미쓰이 물산과의 거래도 역시 활발하게 이루는 중이지만, 그래도 미쓰이 물산 식품 그룹의 일원으로 이루고 있다.
다만 양념이나 상품 전개 상으로 볼 때 일본의 동서간 경계 지점을 세키가하라를 기준으로 삼고 있다. 다만, 시즈오카현 관내에서도 제조 거점을 잠시 두었고, 시즈오카현 한정 발매품도 역시 몇몇 상품도 존재하게 된다.

## 마루찬의 탄생 배경
창업 당시에는 쓰키지 시장의 야고로 마루노우치에 회사 사명으로 읽는 약자인 "と"가 히노마루를 모노그램화하여 관련된 마크를 사용했기 때문이다. 그래서 수년 내내 해당 브랜드를 사장, 상표 등으로 사용하였지만, 폭넓은 층으로부터 친밀감을 얻기 위해 지금의 마루찬이라는 심벌마크를 별도로 고안하였다.
1986년 3월에는 CI가 본격적으로 도입되면서, 마루찬(マルちゃん)이라는 마크에 덧붙여 랜더 어소시에이츠에 제작을 의뢰한 TS마크가 채택되면서 같은 해 6월에는 마루찬 마크의 의장을 소폭 바뀌었다. TS 마크는 1986년 1월부터 텔레비전용 CM(CF) 광고를 사용하고 있다.

## 주요 제품
주요 제품은 면류를 대부분 차지하고 있다. 주로 컵면, 협업 상품, 즉석 봉지면, 칠드면, 가공식품, 음료 등 다양하나, 면류로만 따지자면 거의 농심과 비슷하다. 가장 유명한 제품으로는 세이멘(正麵)이 대표적이다.